# Septembre 2023
Septembre 2023 est le neuvième mois de l'année 2023.

## Environnement
D'après Copernicus, septembre 2023 est le mois de septembre le plus chaud jamais enregistré au niveau mondial, avec une température moyenne de 16,38 °C à la surface du globe. C'est 1,75 °C plus chaud que la moyenne d'un mois de septembre sur la période 1850-1900, et de plus ceci dépasse le précédent record de septembre 2020 avec une marge « extraordinaire » de 0,5 °C.
En raison de la température de surfaces des océans qui a été la plus élevée jamais enregistrée en août 2023, la banquise antarctique atteint une extension de 16,96 millions de km² mesurée le 10 septembre 2023. D'après le National Snow and Ice Data Center, « Il s’agit du plus bas maximum pour la banquise dans les relevés allant de 1979 à 2023, et de loin. ». Ce phénomène est causé par le record de fonte et le minimum atteint en février 2023, combiné à une reformation de la banquise beaucoup plus lente à cause de la température inhabituellement élevée des océans.
En France, au cours d'une vague de chaleur tardive, les 8 et 9 septembre 14 départements sont placés en vigilance orange à la canicule, pour la première fois en septembre.

## Événements
- 15 août au 3 septembre : 33e championnat d'Europe féminin de volley-ball.
- 25 août au 10 septembre : coupe du monde masculine de basket-ball en Indonésie, au Japon et aux Philippines.
- 26 août au 17 septembre : 78e édition du Tour d'Espagne.
- 28 août au 10 septembre : 139e édition de l'US Open de tennis.
- 28 août au 16 septembre : 33e championnat d'Europe masculin de volley-ball.
- 30 août au 9 septembre : 80e édition de la Mostra de Venise.
- 1er septembre :
  - à Singapour, l'ancien vice-Premier ministre, Tharman Shanmugaratnam, est élu président de la république[5] ;
  - en Syrie, 16 à 18 soldats de l'armée régulière sont tués lors de l'embuscade d'al-Sarraf dans le gouvernorat de Lattaquié.
- 3 au 10 septembre : 51e édition des championnats du monde d'aviron.
- 4-11 septembre : la tempête Daniel fait au moins 11 000 morts et 6 000 disparus, la Libye est le pays le plus touché, la quasi-totalité des morts et disparus tous pays confondus provenant de la seule ville libyenne de Derna, dévastée par la rupture de deux barrages en amont.

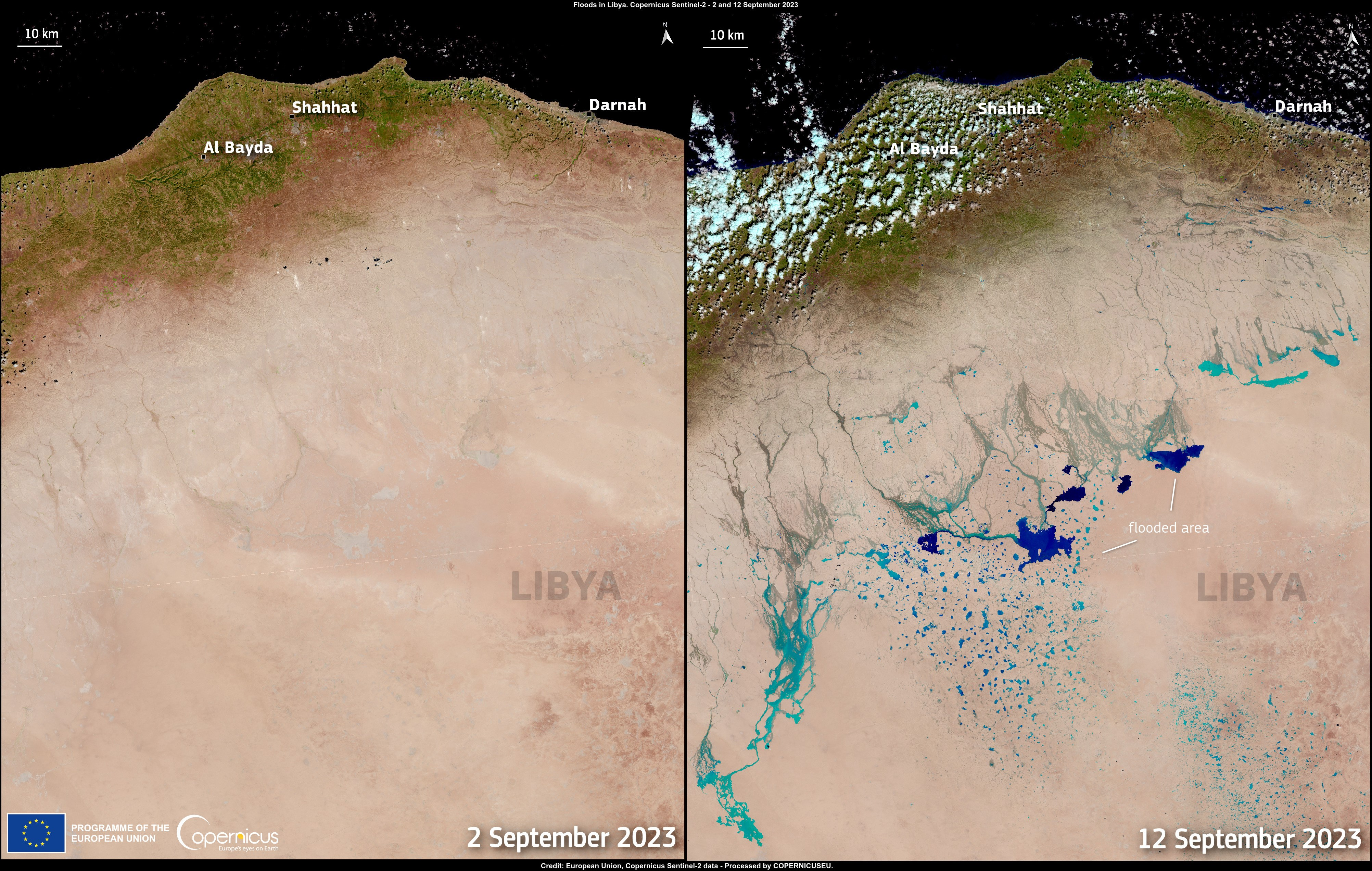
Images satellites de la Libye, avant et après avoir été frappée par la tempête Daniel. En bleu et cyan, les zones inondées.

- 5 septembre : au Burkina Faso, 53 personnes sont tuées lors d’une attaque de djihadistes dans la région du Nord[6].
- 6 septembre : en Ukraine, 15 personnes sont tuées et 36 autres blessées lors d'une frappe de missile russe sur un marché à Kostiantynivka, dans l'oblast de Donetsk[7].
- 8 septembre : au Maroc, un séisme meurtrier dans la région de Marrakech-Safi fait 2 960 morts et 6 125 blessés[8].

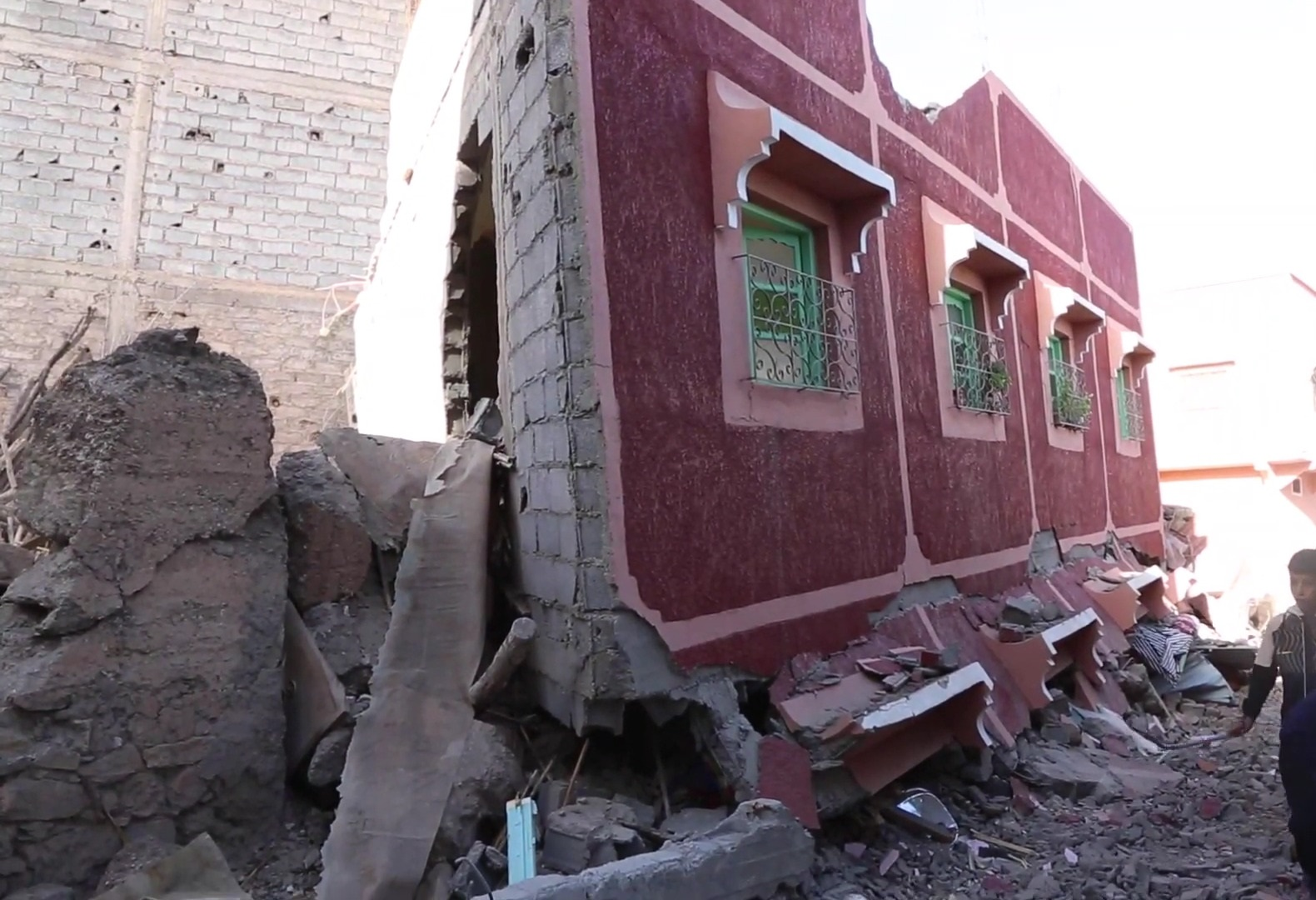
Moulay Brahim, dans la région de Marrakech-Safi, le 9 septembre 2023.

- 8 au 10 septembre : élections infranationales en Russie.
- 8 septembre au 28 octobre : 10e édition de la Coupe du monde de rugby à XV en France.
- 9 septembre : élection présidentielle aux Maldives (1er tour).
- 9 et 10 septembre : 18e sommet du G20 à New Delhi en Inde.
- 12 septembre :
  - incendie d'un immeuble d'habitation à Hanoï au Viêt Nam, fait au moins 56 morts et 54 blessés ;
  - récupération du Le Jardin du presbytère de Nuenen au printemps par le détective néerlandais Arthur Brand (en), tableau de Vincent van Gogh qui avait été volé en mars 2020 (photo ci-contre). Le Jardin du presbytère de Nuenen au printemps, Vincent van Gogh, 1884.

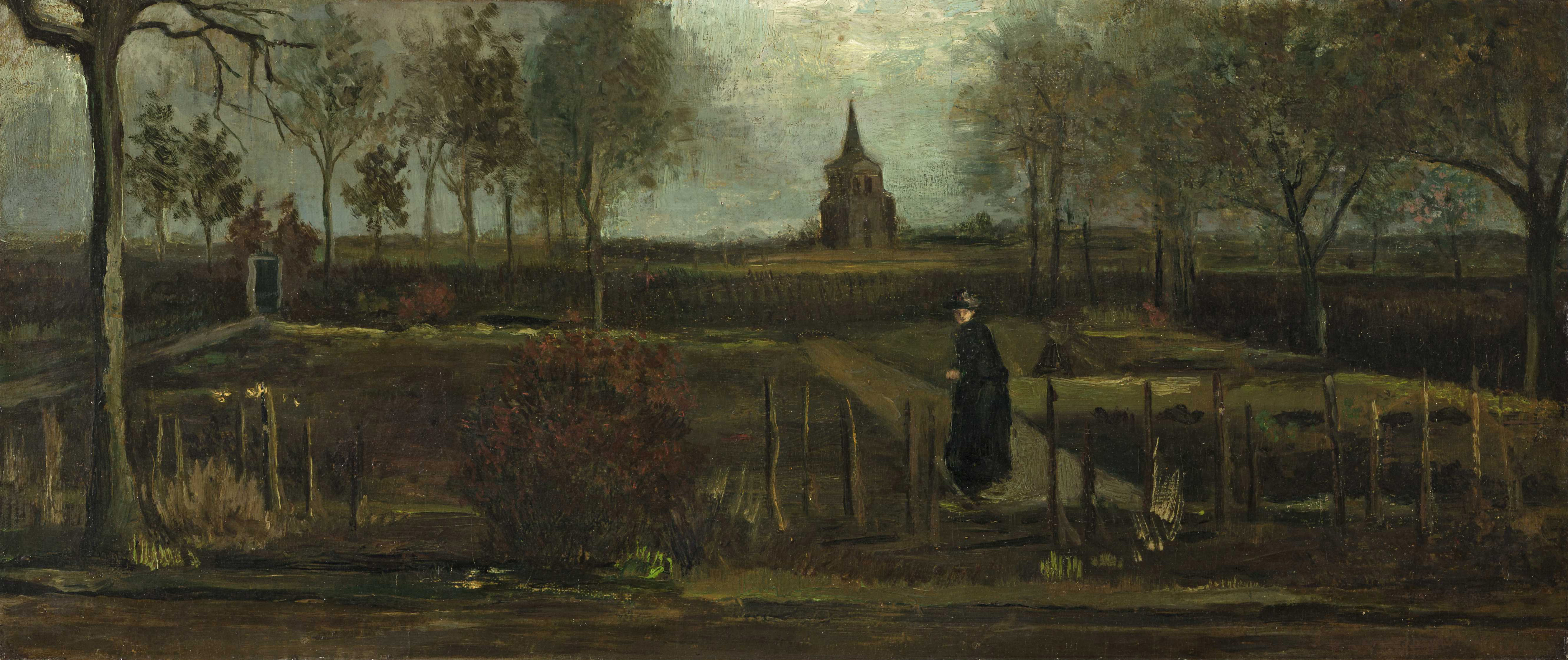
Le Jardin du presbytère de Nuenen au printemps, Vincent van Gogh, 1884.

- 15 septembre : Evika Siliņa devient Première ministre de Lettonie, après avoir obtenu la confiance du Parlement.
- 16 septembre :
  - élections sénatoriales en Côte d'Ivoire ;
  - le Niger, le Mali et le Burkina Faso signent un pacte à trois États nommé Alliance des États du Sahel, s'engageant à prendre la défense de chacun d'entre eux en cas de « rébellion ou d'agression extérieure »[9].
- 16 au 24 septembre : 72e édition des championnats du monde de lutte.
- 19 septembre : le service météorologique australien annonce la formation de El Niño.
- 19 et 20 septembre : conflit du Haut-Karabagh entre l'Arménie et l'Azerbaïdjan.
- 23 septembre : un avion de transport Iliouchine Il-76, donné à l'armée de l'air malienne la semaine précédente, rate son atterrissage à l'aéroport de Gao et s'enflamme en bout de piste[10],[11]. Au 24, alors qu'il n'y a aucun communiqué de la junte au pouvoir au Mali, Michel Yakovleff déclare qu'il a été affrété par le Mali et le groupe Wagner et que les 140 passagers et 7 membres d'équipages sont morts[12], une autre source indique que plusieurs blessés ont été évacués par un autre avion[13].
- 24 septembre :
  - élections sénatoriales en France ;
  - au Kosovo, l’attaque d’un commando serbe fait quatre morts à Banjska dans le nord du pays, et ravive les tensions entre la Serbie et le Kosovo[14] ;
  - la mission spatiale américaine OSIRIS-REx rapporte sur Terre des échantillons de l’astéroïde Bénou.
- 25 septembre :
  - en Azerbaïdjan, 220 personnes sont tuées et 300 autres blessées par l'explosion du dépôt de carburant de Berkadzor lors de l'exode des Arméniens du Haut-Karabagh (en)[15],[16] ;
  - les États-Unis reconnaissent officiellement comme « États souverains et indépendants » deux territoires du Pacifique, les îles Cook et Niue[17].
- 26 septembre : en Irak, une centaine de personnes sont tuées dans l'incendie de la salle Al-Haytham de Bakhdida alors qu'elle était utilisée pour un mariage chrétien[18].
- 28 septembre :
  - en Ouzbékistan, une personne est tuée et 163 autres blessées dans l'explosion d'un entrepôt de l'aéroport de Tachkent[19] ;
  - le président de la république d'Artsakh, Samvel Chakhramanian, signe un décret prévoyant la dissolution de toutes les institutions de la république d'Artsakh à partir du 1er janvier 2024[20] ;
  - aux Pays-Bas, une double fusillade dans une résidence et un centre médical universitaire de Rotterdam fait 3 morts[21].
- 29 septembre :
  - élections législatives en Eswatini ;
  - au Pakistan, au moins 60 personnes sont tuées et 60 autres blessées dans un attentat-suicide contre une célébration du Mawlid dans la ville de Mastung au Baloutchistan. Un autre attentat-suicide fait 5 morts dans une mosquée de la même province quelques heures plus tard[22].
  - en Somalie, au moins 11 personnes sont tuées et 18 autres blessées dans un attentat-suicide contre un salon de thé (en) de Mogadiscio revendiqué par les shebab[23].
- 30 septembre :
  - élections législatives en Slovaquie ;
  - élection présidentielle aux Maldives (2e tour), Mohamed Muizzu est élu.